# Día de la Dignidad Loretana
El Día de la Dignidad del Pueblo Loretano, generalmente llamada Día de la Dignidad Loretana o Día de la Dignidad de Loreto o Día de la Dignidad, es una celebración que se realiza cada 24 de octubre, cuyo objetivo es orar por los caídos durante las protestas en contra del Tratado de Itamaraty firmado en Iquitos por el mandatario Alberto Fujimori del Perú y el mandatario Jamil Mahuad de Ecuador.
La selección de esta fecha se debe a que el 24 de octubre de 1998 un grupo de civiles miembros del Frente de Defensa de Loreto se exacerbó por la presencia de los mandatarios de los dos países en la capital loretana y se enfrentaron a la policía y autoridades locales provocando desmanes por ambos lados y dejando dos muertos. Por esta acción el Frente de Defensa de Loreto se transformó en el Frente Patriótico de Loreto, en que algunos de sus dirigentes fueron detenidos por el régimen, por lo que este grupo político considera esta fecha el día de su fundación.